# Seleção Japonesa de Futebol de Areia
A Seleção Japonesa de Futebol de Areia representa o Japão em amistosos e torneios oficiais de futebol de areia (ou beach soccer).

## Títulos
| Continentais | Continentais             | Continentais | Continentais       |
|              | Competição               | Títulos      | Anos               |
| ------------ | ------------------------ | ------------ | ------------------ |
|              | Copa da Ásia             | 3            | 2009 e 2011 e 2019 |
|              | Jogos Asiáticos de Praia | 1            | 2016               |